# 波坦察中央車站
波坦察中央車站（義大利語：Stazione di Potenza Centrale）是意大利南部巴西利卡塔大區首府波坦察的主要鐵路車站。該車站於1880年9月1日啟用，當時巴蒂帕利亞-波坦察-梅塔蓬托鐵路的皮切爾諾-波坦察段開通。車站每年約有950,000名乘客。